# Catedral del Buen Pastor (Singapur)
La Catedral del Buen Pastor (en chino: 善牧主教座堂; en inglés: Cathedral of the Good Shepherd) es la iglesia católica más antigua en el país asiático y ciudad de Singapur. Se encuentra en el Área del Museo de la Planificación en el Barrio Cívico. Limitada por las calles queen y Victoria y la carretera Bras Basah, la Catedral se encuentra dentro de terrenos sombreados. Gran parte de su arquitectura es una reminiscencia de dos famosas iglesias de Londres dedicadas a San Pablo, Covent Garden y St Martin-in-the-Fields. La Catedral del Buen Pastor es la iglesia catedral de la arquidiócesis de Singapur y la sede de su arzobispo.